# Колиндат
Колиндат (на румънски: colindat de ceată bărbătească – коледуване на мъжки хор), или мъжко коледуване, е стар традиционен зимен обичай в румънската култура, изпълняван на Бъдни вечер.
Среща се на територията (главно в селата) на Румъния и Република Молдова, както и в съседни страни.
Включен е в списъка на ЮНЕСКО на шедьоврите на световното нематериално наследство. Решението е взето на сесията на Комитета на ЮНЕСКО за опазване на нематериалното наследство, проведена в Баку, Азербайджан.